# Кічуа (мова)
Кічуа (Kichwa shimi, Runashimi) — варіанти мов кечуа, поширені у Колумбії, Перу й Еквадорі. Найпоширеніші діалекти кічуа: гірський імбабура й чимборасо з одним і двома мільйонами носіїв відповідно. Гірський каньяр має від 100 000 до 200 000 носіїв. Інші діалекти — від 10 000 до 20 000 носіїв. Кічуа належить до північної групи мов кечуа (відповідно до класифікації Альфредо Тореро).

## Діалекти
- Гірський імбабура (Otavalo Quichua) поширений у північних горах провінції Імбабура в Еквадорі.
- Гірський кальдерон (Calderón Quichua, Cayambe Quichua, Pichincha Quichua) поширений на територіях муніципалітетів Кальдерон, Каямбе, Кіто у провінції Пічинча в Еквадорі.
- Гірський каньяр поширений у південних горах провінції Каньяр в Еквадорі.
- Гірський лоха (Loja Quichua, Saraguro Quichua) поширений у південних горах на півночі провінції Лоха в Еквадорі.
- Гірський саласака (Salasaca Quichua, Tungurahua Highland Quichua, Tungurahua Quichua) поширений у 17 містах на схід та південь від міста Амбато, на території Саласака провінції Тунгурауа (діалекти у провінціях Котопаксі та всюди у провінції Тунгурауа) в Еквадорі.
- Гірський чимборасо поширений у центральних горах провінцій Болівар і Чимборасо в Еквадорі.
- Джангл-інга (Ingano, Lowland Inga, Mocoa) поширений поблизу річок Верхня Какета й Путумайо в Колумбії.
- Інга (Highland Inga) поширений у містах Богота (1000 осіб), Нариньйо, Колон і Сан-Андрес у долині Сібундой у Колумбії. Також у Венесуелі.
- Низовинний напо (Kicho, Lowland Napo Quichua, Napo, Napo Kichua, Napo Lowland Quichua, Quijo, Quixo, Runa Shimi, Santa Rosa Quechua, Santarrosino, Yumbo) поширений у громадах на річці Путумайо, на території річки Напо регіону Мадре-де-Дьйос у Перу. Також у Колумбії та Еквадорі.
- Низовинний тена (Napo Kichwa, Yumbo) поширений у східних джунглях на території муніципалітетів Арахуно, Тена, Шандія в Еквадорі.
- Північний пастаса (Alama, Bobonaza Quichua, Canelos Quichua, Pastaza Quichua, Sarayacu Quichua) поширений у східних джунглях уздовж річок Бобоназа й Конамбо в Еквадорі. Також у Перу.
- Південний пастаса (Inga) поширений поблизу річок Манчарі, Ньюкурай, Пастаса, Уасага, озера Анатико в северных джунглях в Перу.